# Campeonato Europeo Sub-16 de la UEFA 1986
El Campeonato Europeo Sub-16 de la UEFA 1986 se llevó a cabo en Grecia del 1 al 10 de mayo y contó con la participación de 16 selecciones infantiles de Europa provenientes de una fase eliminatoria.
España venció en la final a Italia para conseguir su primer título de la categoría.

## Participantes
| - Austria - Bulgaria - Checoslovaquia - Dinamarca - Alemania Democrática | - Francia - Grecia - Italia - Países Bajos - Noruega - Portugal | - Rumania - Escocia - Unión Soviética - España - Suecia |

## Fase de grupos

### Grupo A
| País     | J | G | E | P | GF | GC | GD | Pts |
| -------- | - | - | - | - | -- | -- | -- | --- |
| Italia   | 3 | 2 | 1 | 0 | 4  | 0  | +4 | 5   |
| Escocia  | 3 | 2 | 0 | 1 | 6  | 2  | +4 | 4   |
| Portugal | 3 | 1 | 1 | 1 | 4  | 5  | -1 | 3   |
| Grecia   | 3 | 0 | 0 | 3 | 0  | 7  | -7 | 0   |

| Equipo 1 | Resultado | Equipo 2 |
| -------- | --------- | -------- |
| Escocia  | 5-1       | Portugal |
| Italia   | 3-0       | Grecia   |
| Escocia  | 0-1       | Italia   |
| Portugal | 3-0       | Grecia   |
| Grecia   | 0-1       | Escocia  |
| Portugal | 0-0       | Italia   |

### Grupo B
| País     | J | G | E | P | GF | GC | GD | Pts |
| -------- | - | - | - | - | -- | -- | -- | --- |
| España   | 3 | 2 | 1 | 0 | 6  | 1  | +5 | 5   |
| Bulgaria | 3 | 1 | 2 | 0 | 3  | 2  | +1 | 4   |
| Noruega  | 3 | 0 | 2 | 1 | 1  | 3  | -2 | 2   |
| Suecia   | 3 | 0 | 1 | 2 | 0  | 4  | -4 | 1   |

| Equipo 1 | Resultado | Equipo 2 |
| -------- | --------- | -------- |
| Bulgaria | 1-0       | Suecia   |
| España   | 2-0       | Noruega  |
| Bulgaria | 1-1       | España   |
| Noruega  | 0-0       | Suecia   |
| Suecia   | 0-3       | España   |
| Noruega  | 1-1       | Bulgaria |

### Grupo C
| País                 | J | G | E | P | GF | GC | GD | Pts |
| -------------------- | - | - | - | - | -- | -- | -- | --- |
| Alemania Democrática | 3 | 2 | 1 | 0 | 5  | 2  | +3 | 5   |
| Checoslovaquia       | 3 | 1 | 1 | 1 | 5  | 3  | +2 | 3   |
| Dinamarca            | 3 | 1 | 1 | 1 | 4  | 3  | +1 | 3   |
| Austria              | 3 | 0 | 1 | 2 | 1  | 7  | -6 | 1   |

| Equipo 1             | Resultado | Equipo 2             |
| -------------------- | --------- | -------------------- |
| Dinamarca            | 1-1       | Checoslovaquia       |
| Austria              | 1-1       | Alemania Democrática |
| Alemania Democrática | 2-1       | Dinamarca            |
| Checoslovaquia       | 4-0       | Austria              |
| Austria              | 0-2       | Dinamarca            |
| Checoslovaquia       | 0-2       | Alemania Democrática |

### Grupo D
| País            | J | G | E | P | GF | GC | GD | Pts |
| --------------- | - | - | - | - | -- | -- | -- | --- |
| Unión Soviética | 3 | 3 | 0 | 0 | 10 | 3  | +7 | 6   |
| Rumania         | 3 | 1 | 0 | 2 | 3  | 5  | -2 | 2   |
| Países Bajos    | 3 | 1 | 0 | 2 | 2  | 4  | -2 | 2   |
| Francia         | 3 | 1 | 0 | 2 | 3  | 6  | -3 | 2   |

| Equipo 1        | Resultado | Equipo 2        |
| --------------- | --------- | --------------- |
| Unión Soviética | 3-1       | Países Bajos    |
| Francia         | 2-1       | Rumania         |
| Países Bajos    | 1-0       | Francia         |
| Rumania         | 1-3       | Unión Soviética |
| Unión Soviética | 4-1       | Francia         |
| Rumania         | 1-0       | Países Bajos    |

## Fase final
|  | Semifinales          | Semifinales         |   |                      | Final                | Final |  |
|  |                      |                     |   |                      |                      |       |  |
|  |                      |                     |   |                      |                      |       |  |
|  | El Pireo, 8 de mayo  |                     |   |                      |                      |       |  |
|  | Unión Soviética      | 1                   |   |                      |                      |       |  |
|  | España               | 2                   |   |                      |                      |       |  |
|  |                      |                     |   |                      |                      |       |  |
|  |                      |                     |   |                      | Dammam               |       |  |
|  |                      |                     |   |                      | España               | 2     |  |
|  |                      | Italia              | 1 |                      |                      |       |  |
|  |                      |                     |   |                      |                      |       |  |
|  |                      |                     |   |                      |                      |       |  |
|  |                      |                     |   |                      | Tercer lugar         |       |  |
|  | El Pireo, 8 de mayo  | El Pireo, 8 de mayo |   | El Pireo, 10 de mayo | El Pireo, 10 de mayo |       |  |
|  | Alemania Democrática | 2 (2)               |   | Unión Soviética (p.) | 1 (8)                |       |  |
|  | Italia (p.)          | 2 (4)               |   |                      | Alemania Democrática | 1 (7) |  |

## Campeón
| Eurocopa Sub-16 1986 |
| -------------------- |
| Bandera de España    |
| España 1º Título     |